# Cigarrettflickan från Mosselprom
Cigarrettflickan från Mosselprom (ryska: Папиросница от Моссельпрома, Papirosnitsa ot Mosselproma) är en sovjetisk stumfilm från 1924, regisserad av Jurij Zjeljabuzjskij.

## Handling
Filmen handlar om en lägre tjänsteman som blir kär i en vacker cigarettförsäljare som drömmer om ett rikt liv.

## Rollista
Källa:
- Julia Solntseva – Zina Vesenina, cigarettflickan
- Igor Ilinskij – Nikodim Mitjusjin, biträdande revisor
- Nikolaj Tseretelli – Latugin, filmfotograf
- Anna Dmochovskaja – Maria Ivanovna Rybtsova, maskinskrivare
- Leonid Baratov – Barsov-Aragonskij – filmregissör
- Mark Tsibulskij – Oliver McBright, amerikan